# Edward Francis Hutton

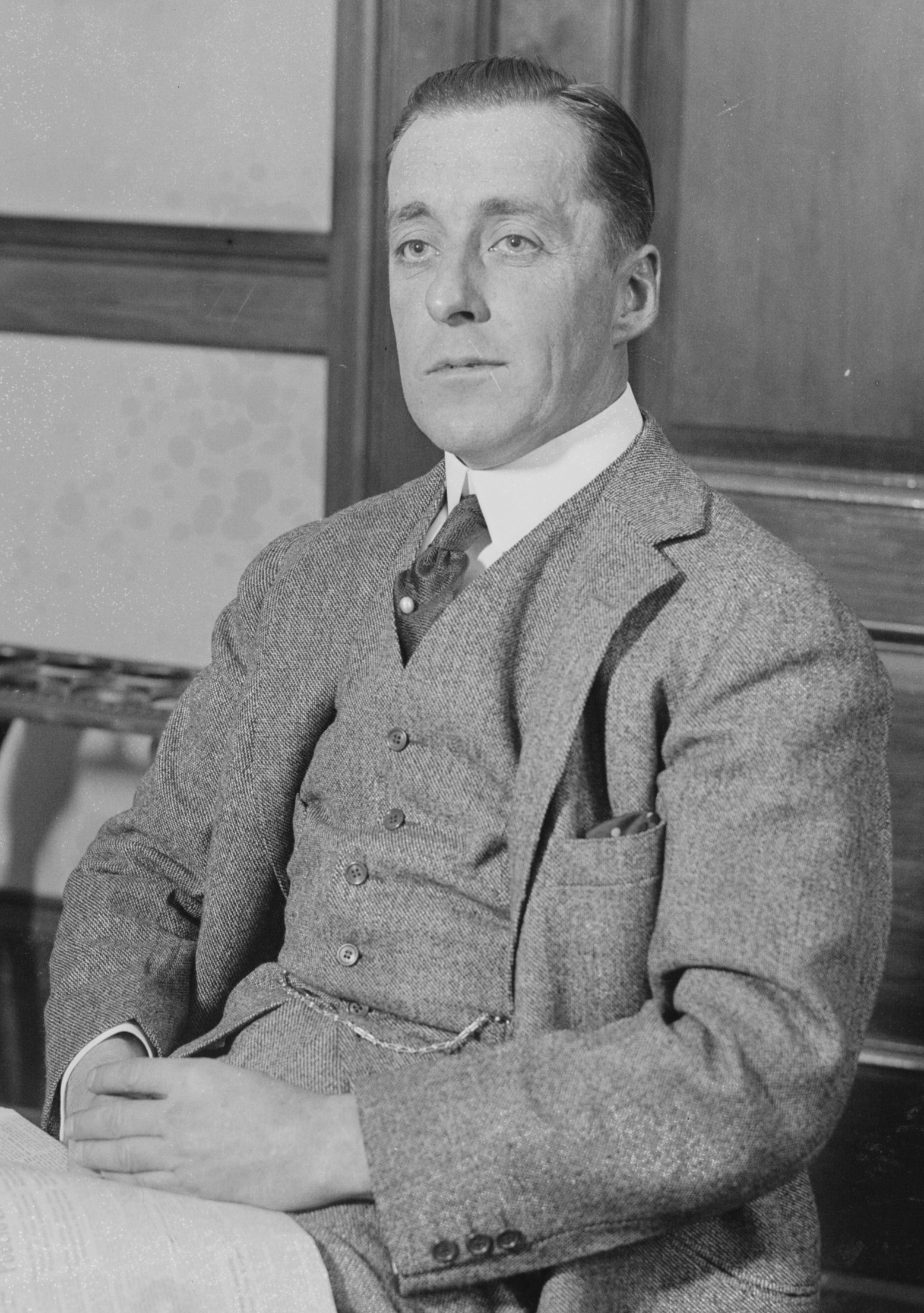
Edward Francis Hutton

Edward Francis Hutton (* 7. September 1875 in New York City; † 11. Juli 1962) war ein US-amerikanischer Geschäftsmann.
Hutton gehörte in seiner Zeit zu den reichsten Amerikanern. 1904 gründete er zusammen mit seinem Bruder Franklyn Laws Hutton (1876–1940) und Gerald M. Loeb (1899–1974), die E.F. Hutton & Co., zeitweise eine der größten Finanzfirmen in den USA.
Hutton war der Besitzer mehrerer Yachten, die alle den Namen Hussar trugen. 1931 ließ er in Kiel für seine Frau Marjorie Merriweather Post die Luxusyacht Hussar V bauen. Nach der Scheidung des Paares ging die Hussar V an seine Frau und wurde in Sea Cloud umgetauft.

## Familie
Hutton war dreimal verheiratet. Seine erste Ehefrau war Blanche Horton (1878–1917), die Tochter eines Investment-Bankers. Aus der Ehe ging ein Sohn hervor, Halcourt Horton Hutton (1902–1920). Huttons Tochter aus zweiter Ehe mit Marjorie Merriweather Post, der Erbin von General Foods, war die Schauspielerin Dina Merrill. Diese Ehe wurde 1935 geschieden. Im Alter von 60 Jahren heiratete er die 28-jährige Dorothy Dear Metzger, die eine Tochter mit in die Ehe brachte, und die einen Teil seines Vermögens erbte.
Hutton starb am 11. Juli 1962 in Old Westbury, einen Dorf auf Long Island und wurde auf dem Locust Valley-Friedhof auf Long Island bestattet.